# Enteromius neumayeri
Enteromius neumayeri é uma espécie de peixe actinopterígeo da família Cyprinidae.
Pode ser encontrada nos seguintes países: Burundi, Quénia, Ruanda, Tanzânia e Uganda.
Os seus habitats naturais são: rios, rios intermitentes, lagos de água doce, marismas de água doce e deltas interiores.
Está ameaçada por perda de habitat.